# Schistochila chlorophylla
Schistochila chlorophylla là một loài rêu tản trong họ Schistochilaceae. Loài này được (Colenso) J.J. Engel & R.M. Schust. miêu tả khoa học lần đầu tiên năm 1985.